# Cyrtophora eczematica
Cyrtophora eczematica är en spindelart som först beskrevs av Tord Tamerlan Teodor Thorell 1892.  Cyrtophora eczematica ingår i släktet Cyrtophora och familjen hjulspindlar. Inga underarter finns listade i Catalogue of Life.